# Yao Amani
Pour les articles homonymes, voir Amani.
Yao Lambert César Amani (né le 17 septembre 1963 à Tiassalé en Côte d'Ivoire) est un footballeur international ivoirien, qui évoluait au poste de milieu de terrain, avant de devenir entraîneur.

## Biographie

### Carrière de joueur

#### Carrière en sélection
Avec l'équipe de Côte d'Ivoire, il joue 16 matchs (pour 2 buts inscrits) entre 1987 et 1994. 
Il figure notamment dans le groupe des sélectionnés lors des coupe d'Afrique des nations de 1988, de 1990 et de 1994.